# Natalija Obrenović
Natalija Obrenović (Firenca, 14. svibnja 1859. – Pariz, 8. svibnja 1941.) kneginja i kraljica Srbije, supruga kralja Milana Obrenovića i majka kralja Aleksandra Obrenovića.

## Životopis
Rođena je 14. svibnja 1859. u Firenci, kao Natalija Keško. Njen otac Petar Keško, je bio ruski pukovnik, a njena majka Pulherija Sturdza, princeza od Moldavije, vjerojatno rumunjskog podrijetla. Kad je imala šest godina, umro joj je otac, a u petnaestoj godini je ostala i bez majke. Za kralja Milana se zaručila 25. srpnja 1875. i udala 5. listopada, iste godine. S njim je imala sina Aleksandra. Međutim odnosi između Milana i Natalije, nisu baš najbolje funkcionirali, te su se njih dvoje sredinom listopada 1888., razveli. Najveće razočarenje Nataliji je donijela ženidba njenog sina s dvorskom damom Dragom Mašin, koja je od njega bila starija 12 godina. Najveći udarac je doživjela kada su njenog sina ubili oficiri 29. svibnja 1903. Nakon toga, se sprijateljila s jednom španjolskom obitelji, i tako prešla u katolicizam. Umrla je 8. svibnja 1941. u Parizu. Do danas su sačuvani neki od njenih dnevnika, pisama i drugo.